# Amund Grøndahl Jansen
Amund Grøndahl Jansen, nascido a 11 de fevereiro de 1994, é um ciclista norueguês profissional membro da equipa Team Jumbo-Visma.

## Palmarés
2016
- ZLM Tour
- Tour de Gironde, mais 1 etapa
- 1 etapa do Tour de l'Avenir

2019
- 1 etapa do ZLM Tour
- Campeonato da Noruega em Estrada

## Resultados em Grandes Voltas e Campeonatos do Mundo
| Carreira           | 2013 | 2014 | 2015 | 2016 | 2017 | 2018 | 2019 |
| ------------------ | ---- | ---- | ---- | ---- | ---- | ---- | ---- |
| Giro d'Italia      | -    | -    | -    | -    | -    | -    | -    |
| Tour de France     | -    | -    | -    | -    | -    | 139º | 140º |
| Volta a Espanha    | -    | -    | -    | -    | -    | -    | -    |
| Mundial em Estrada | -    | -    | -    | -    | 101º | -    | 17º  |

-: não participa

Ab.: abandono